# Perry Merren
Perry Merren (nascido em 11 de agosto de 1969) é um ex-ciclista caimanês. Merren representou as Ilhas Cayman durante os Jogos Olímpicos de Verão de 1988.
Irmão de Craig Merren; e meio-irmão de Merilyn Phillips.

## Resultados[2]
| Jogos     | Idade | Evento             | Terminou |
| --------- | ----- | ------------------ | -------- |
| Seul 1988 | 19    | Corrida em estrada | 58º      |